# Côte centrale (Nouvelle-Galles du Sud)
Pour les articles homonymes, voir Côte centrale.
La Côte centrale (en anglais : Central Coast) est une région située dans l'État australien de Nouvelle-Galles du Sud entre la ville de Sydney au sud et le lac Macquarie au nord.

## Géographie
La côte centrale est généralement considérée comme la région périurbaine délimitée par le fleuve Hawkesbury au sud, les monts Watagan à l'ouest et l'extrémité sud du lac Macquarie au nord. 
Elle constitue une zone d'administration locale appelée conseil de la Côte centrale, dont le siège est la ville de Gosford.